# Polybotrya cyathifolia
Polybotrya cyathifolia là một loài dương xỉ trong họ Dryopteridaceae. Loài này được Fée mô tả khoa học đầu tiên năm 1866.